# Panóias de Cima
Panóias de Cima ist eine Gemeinde (Freguesia) im portugiesischen Kreis Guarda. In ihr leben 568 Einwohner (Stand 19. April 2021).